# Verbena cabrerae
Verbena cabrerae — вид трав'янистих рослин родини Вербенові (Verbenaceae), поширений в пн.-зх. Аргентині й Болівії.

## Опис
Рослина 10–15 см заввишки. Стебла вкорінюються у вузлах. Листки від яйцюватих до довгастих ланцетних, 2–5 см, різко зубчасті, шорсткі. Квітки до 1 см завдовжки, світло-червоні, червоногарячі.

## Поширення
Поширений в пн.-зх. Аргентині й Болівії. Зростає у степах на висотах 0–1000 м.